# 立石

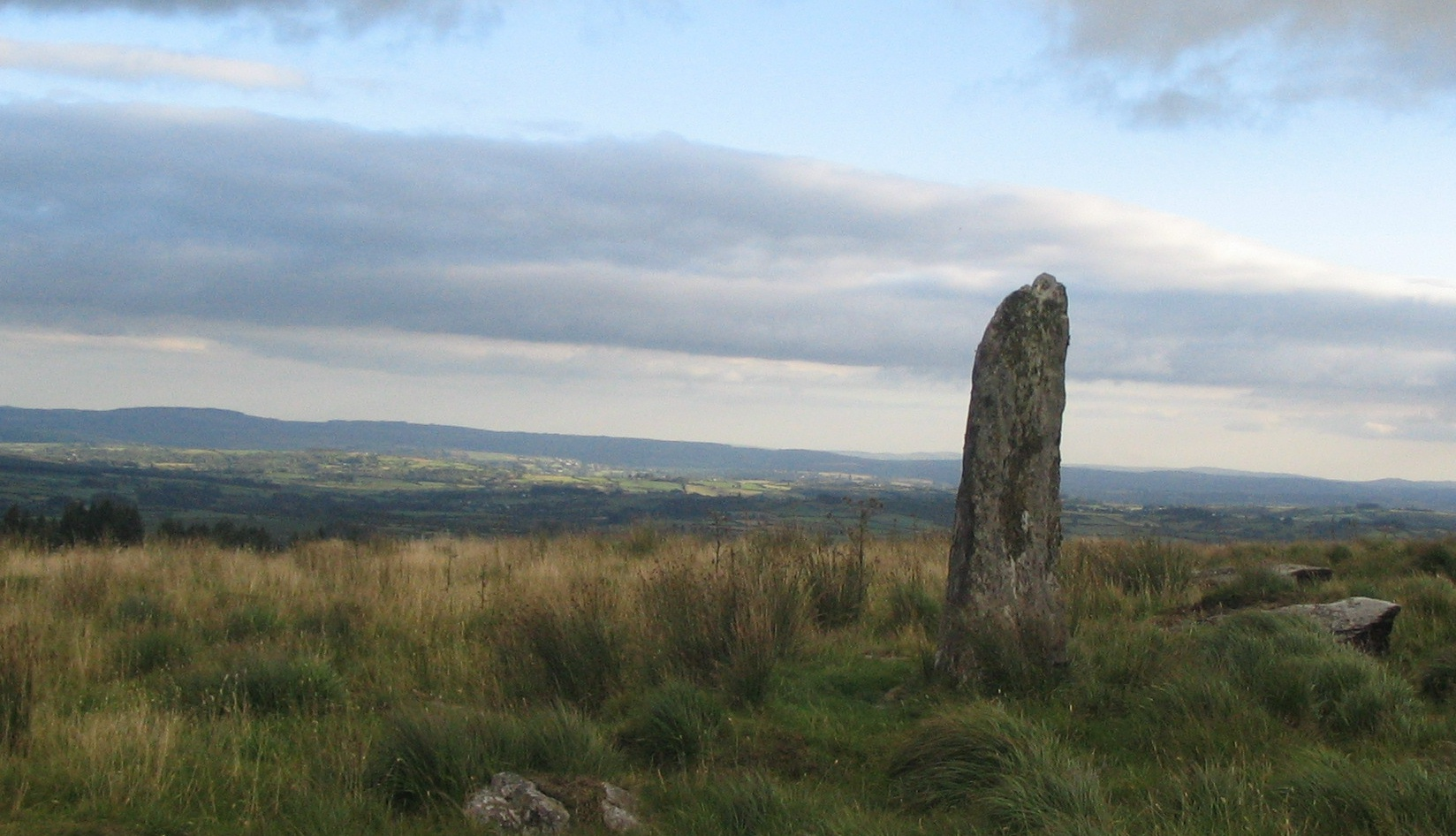
爱尔兰科克郡的大型立石

立石是史前时期出现的一种巨石建筑，主要分布在欧洲西部，单个或成组皆有。

## 词源
欧洲语言中的“立石”（menhir）源自布列塔尼语，maen：石；hir：长。

## 分布
立石在欧洲、非洲和亚洲都有发现，但在西欧最为多见，在爱尔兰、大不列颠和布列塔尼尤其集中，总共不下五万处之多。其中法国西北部就有1200处。